# Hemingway a Gellhornová
Hemingway a Gellhornová (v anglickém originále Hemingway & Gellhorn) je americký dramtický film z roku 2012. Režisérem filmu je Philip Kaufman. Hlavní role ve filmu ztvárnili Nicole Kidman, Clive Owen, David Strathairn, Molly Parker a Parker Posey.

## Ocenění
Film získal dvě ceny Emmy, konkrétně v kategoriích nejlepší hudba a nejlepší střih zvuku. Clive Owen a Nicole Kidman byli za své role ve filmu nominováni na Zlatý glóbus a cenu SAG Award. Film dále získal 5 ocenění a 40 nominací.

## Obsazení
| Nicole Kidman    | Martha Gellhorn      |
| Clive Owen       | Ernest Hemingway     |
| David Strathairn | John Dos Passos      |
| Molly Parker     | Pauline Pfeiffer     |
| Parker Posey     | Mary Welsh Hemingway |
| Rodrigo Santoro  | Paco Zarra           |
| Mark Pellegrino  | Max Eastman          |
| Peter Coyote     | Maxwell Perkins      |
| Robert Duvall    | generál Petrov       |
| Tony Shalhoub    | Mikhail Koltsov      |
| Jeffrey Jones    | Charles Colebaugh    |